# 瀬戸内国際芸術祭
瀬戸内国際芸術祭（せとうちこくさいげいじゅつさい、英題:Setouchi Triennale）とは、瀬戸内海の島々を舞台に開催される現代美術の国際芸術祭である。略称は「瀬戸芸（せとげい）」。対象地区が岡山県・香川県の両県に跨る一大アートイベントである。トリエンナーレ形式で、第1回の2010年から3年ごとに開催されており、2022年に第5回が開催された。

## 概要
芸術祭の舞台となる瀬戸内海は、はるか昔より交通の動脈として、多くの新しい文化を伝播する役割を担ってきた。瀬戸内の島々には伝統的な文化や美しい自然景観が残っている。しかし現在、島々は高齢化と過疎化により活力を失いつつある。
瀬戸内国際芸術祭の開催により、世界中からの来訪者と島民の交流により島々の活力を取り戻し、島の伝統文化や美しい自然を生かした現代美術を通して、瀬戸内海の魅力を世界に向けて発信し、地球上のすべての地域の「希望の海」となることを目指している。
芸術祭は、瀬戸内の島々を中心とした各地に展示される美術作品、芸術家や劇団・楽団などによるイベント、地元の伝統芸能・祭事と連携したイベントなどで構成される。
回を重ねるにつれ、両県が「日本一のため池国・香川」や「晴れの国・おかやま」を自称するとおり、年間を通じて降水量が少なく、安定した温暖な気候にも恵まれていることもあり、来訪者は近年の訪日観光客ブームとも相まって増加傾向にある。

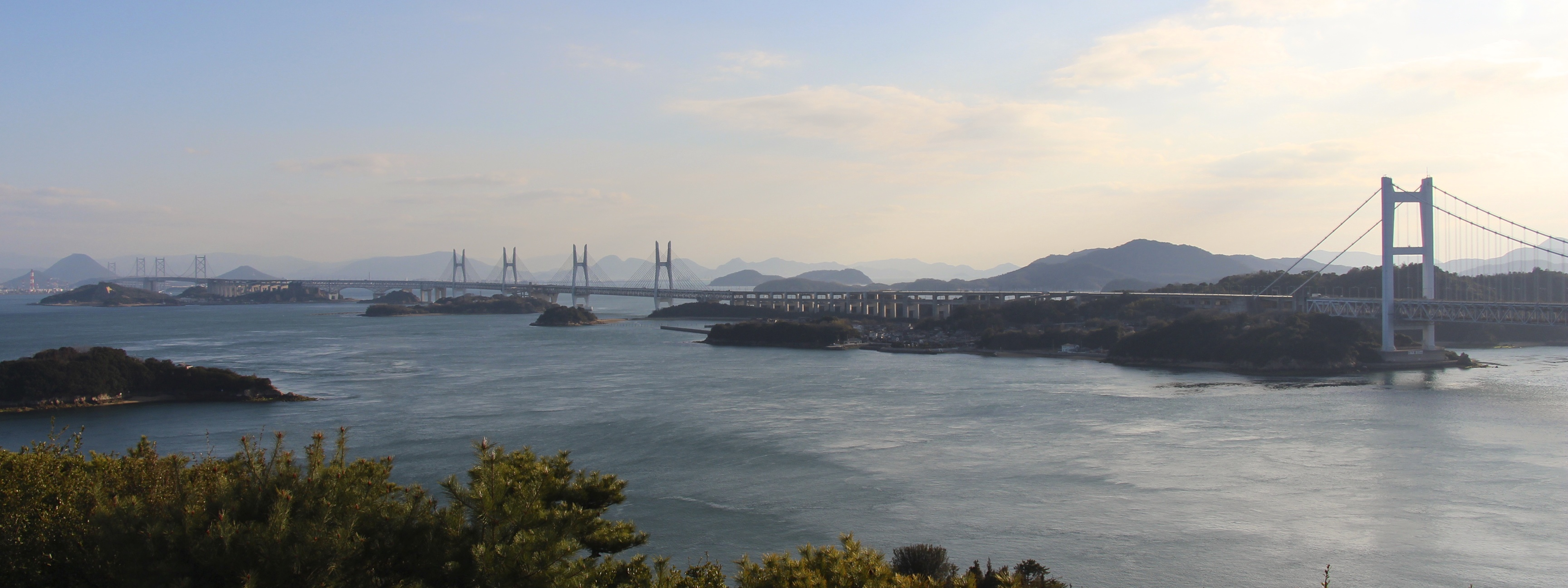

特に4回目となる2019年は、史上初の大型10連休初日と芸術祭の開催初日が重なったことから、地元官民を挙げてさらなる来場者の動員確保に取り組んだ。また、全国的にも珍しい岡山県と香川県のテレビジョン放送相互乗り入れ（岡山・香川両県の民放相互乗り入れ放送）により、地上波民放キー局の5局フルネットと言う恵まれた環境を生かし、両県のNHK地元局も含めて大々的に特集番組を組んで放映した。

## 各回内容

### 第1回
- 副題 - アートと海を巡る百日間の冒険
- 主催 - 瀬戸内国際芸術祭実行委員会
  - 会長 - 真鍋武紀 → 浜田恵造[注釈 1]（香川県知事）
  - 総合プロデューサー - 福武總一郎（財団法人直島福武美術館財団理事長、現：公益財団法人福武財団）
  - 総合ディレクター - 北川フラム（女子美術大学芸術学部教授）
- 開催期間 - 2010年7月19日 - 10月31日（105日間）
- 会場 - 高松港周辺、直島、豊島、女木島、男木島、小豆島、大島、犬島
- 参加者 - 18の国と地域から75組のアーティスト、プロジェクト、16のイベントが参加している。他に芸術祭をサポートするボランティア団体として「こえび隊」[3]が活動している。
- 来場者 - 延べ約94万人（内訳を以下に示す）

| 場所   | 箇所  | 人数   |
| ------ | ----- | ------ |
| 直島   | 4箇所 | 291728 |
| 豊島   | 7箇所 | 175393 |
| 女木島 | 2箇所 | 99759  |
| 男木島 | 2箇所 | 96503  |
| 小豆島 | 4箇所 | 113274 |
| 大島   | 1箇所 | 4812   |
| 犬島   | 2箇所 | 84458  |
| 高松   | 2箇所 | 72319  |

- 火災による作品焼失 - 2010年9月26日、男木島内の一般民家で火災が発生。周辺にあった芸術祭の作品展示会場にも燃え移り、大岩オスカールの「大岩島」が焼失、井村隆の「カラクリン」も一部が損傷した[4]。これを受け、主催する「瀬戸内国際芸術祭実行委員会」は9月27日、男木島で展示されている全作品の公開を終日中止。同日、高木香川県副知事と北川フラム総合ディレクターが被害現場を視察。その結果、住民から作品公開再開の要望があったことも踏まえ、被害を受けた作品を除く残りの全作品について翌28日より公開再開を決定した[5]。

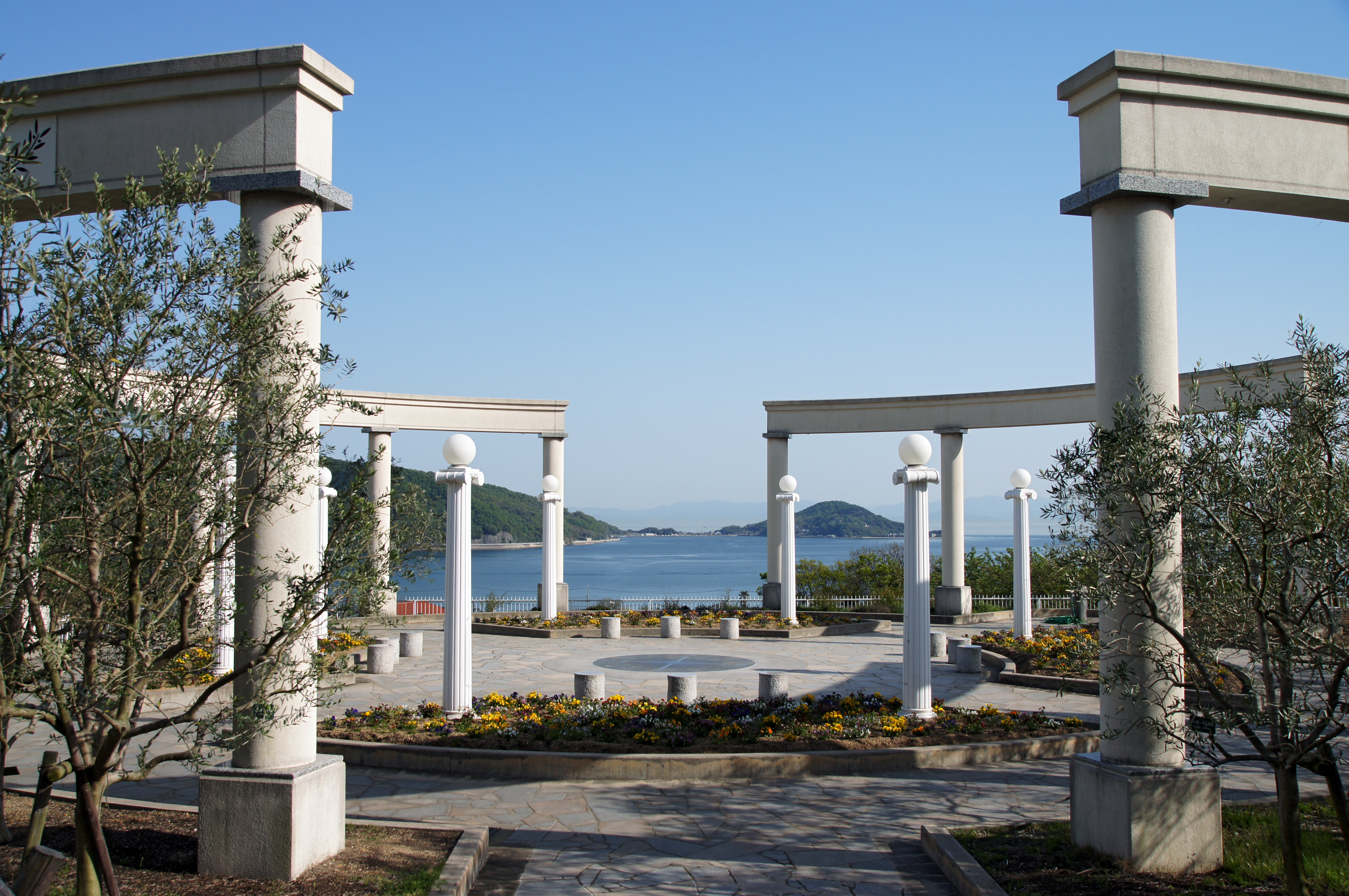

### 第2回
- 副題 - アートと島を巡る瀬戸内海の四季
- 主催 - 瀬戸内国際芸術祭実行委員会
  - 会長 - 浜田恵造（香川県知事）
  - 総合プロデューサー - 福武總一郎（公益財団法人福武財団理事長）
  - 総合ディレクター - 北川フラム（女子美術大学芸術学部教授）
- 開催期間
  - 春：2013年3月20日（春分の日） － 4月21日（日） 33日間
  - 夏：2013年7月20日（土） － 9月1日（日） 44日間
  - 秋：2013年10月5日（土） － 11月4日（月・休） 31日間
- 会場 - 高松港周辺、直島、豊島、女木島、男木島、小豆島、大島、犬島、沙弥島、本島、高見島、粟島、伊吹島、宇野港周辺
- 来場者 - 延べ約107万人

### 第3回
- 主催 - 瀬戸内国際芸術祭実行委員会
  - 会長 - 浜田恵造（香川県知事）
  - 総合プロデューサー - 福武總一郎（公益財団法人福武財団理事長）
  - 総合ディレクター - 北川フラム（女子美術大学芸術学部教授）
- 開催期間
  - 春：2016年3月20日（春分の日） － 4月17日（日） 29日間
  - 夏：2016年7月18日（海の日） － 9月4日（日） 49日間
  - 秋：2016年10月8日（土） － 11月6日（日） 30日間
- 会場 - 高松港周辺、直島、豊島、女木島、男木島、小豆島、大島、犬島、沙弥島（春のみ）、本島（秋のみ）、高見島（秋のみ）、粟島（秋のみ）、伊吹島（秋のみ）、宇野港周辺
- 来場者 - 延べ約104万人
- 大島の来場者輸送問題 - 大島は第1回・第2回とも国立療養所大島青松園への物資や職員輸送のための官有船（国が所有する自家用船）を来場者輸送に使用していたが、四国運輸局より法令違反との指導を受けたため、第3回においては官有船の使用ができなくなった[6]。やむなく民間船を借りて不定期航路の許可を受け来場者を輸送した。このため定員を12名に制限して予約制とした。なおその後、官有船が定期航路としての認可を受けた[7]ため、2019年4月からの第4回以降はこの問題は解消されている。

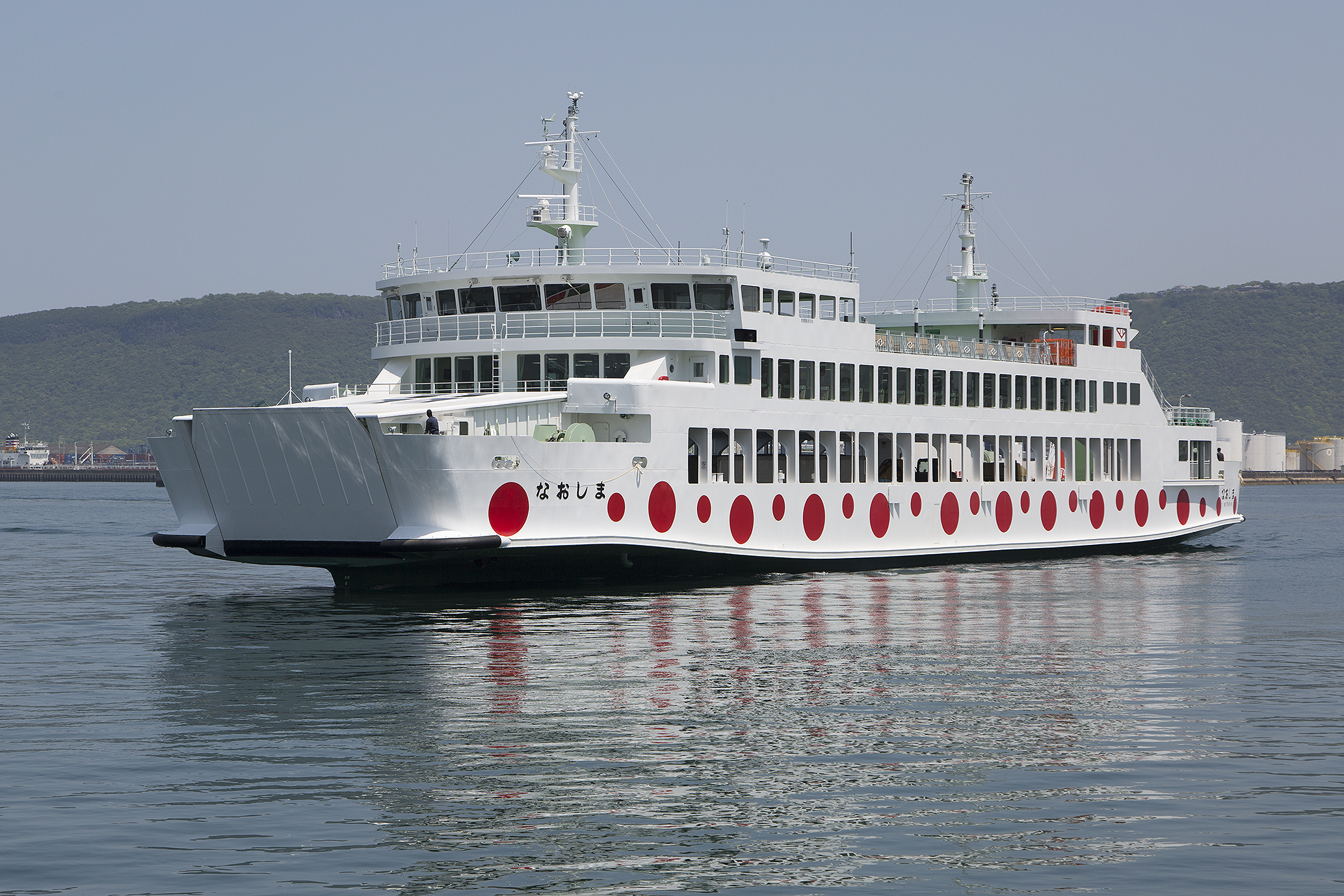

### 第4回
- 主催 - 瀬戸内国際芸術祭実行委員会
  - 会長 - 浜田恵造（香川県知事）
  - 総合プロデューサー - 福武總一郎（公益財団法人福武財団理事長）
  - 総合ディレクター - 北川フラム（女子美術大学芸術学部教授）
- 開催期間
  - 春【ふれあう春】2019年4月26日（金） － 5月26日（日） 31日間
  - 夏【あつまる夏】2019年7月19日（金） － 8月25日（日） 31日間
  - 秋【ひろがる秋】2019年9月28日（土） － 11月4日（月） 38日間
- 会場 - 高松港周辺、直島、豊島、女木島、男木島、小豆島、大島、犬島、沙弥島（春のみ）、本島（秋のみ）、高見島（秋のみ）、粟島（秋のみ）、伊吹島（秋のみ）、宇野港周辺、及び広域にわたる回遊方式
- 来場者 - 延べ約118万人
- 配信 - ライブストリーミング・チャンネルDOMMUNEにて、瀬戸内国際芸術祭との県内連携事業「SHIP’S CAT＋kame3 2019祝祭」を中継し、7月31日と8月10日は高松丸亀町商店からライブ配信を行った[8]。
- 諸問題 - 小豆島の土庄フェリーターミナルの「アートトイレ」で、ドアノブがドアの白黒模様と重なり、視覚障害者らには見えにくい状態となっているとの意見があり、総務省四国行政評価支局からも「識別しづらい」との指摘があった[9]。

### 第5回
- 主催 - 瀬戸内国際芸術祭実行委員会
  - 会長 - 浜田恵造 → 池田豊人[注釈 1]（香川県知事）
  - 総合プロデューサー - 福武總一郎（公益財団法人福武財団理事長）
  - 総合ディレクター - 北川フラム（女子美術大学芸術学部教授）
- 開催期間
  - 春　2022年4月14日（木）- 5月18日（水） 34日間
  - 夏　2022年8月5日（金）- 9月4日（日） 31日間
  - 秋　2022年9月29日（木）- 11月6日（日） 39日間
- 会場 - 高松港周辺、直島、豊島、女木島、男木島、小豆島、大島、犬島、沙弥島（春のみ）、本島（秋のみ）、高見島（秋のみ）、粟島（秋のみ）、伊吹島（秋のみ）、宇野港周辺
- 来場者 - 延べ約72万3千人
- コロナ禍の中で開催されたため、来場者が過去最低となった。また感染対策として、検温スポットで体温測定をして、アート作品への入場時にリストバンドを提示する必要があった[10]。

### 第6回
- 主催 - 瀬戸内国際芸術祭実行委員会
  - 会長 - 池田豊人（香川県知事）
  - 総合プロデューサー - 福武總一郎（公益財団法人福武財団理事長）
  - 総合ディレクター - 北川フラム（女子美術大学芸術学部教授）
- 開催期間
  - 春　2025年4月18日（金）- 5月25日（日） 38日間
  - 夏　2025年8月1日（金）- 8月31日（日） 31日間
  - 秋　2025年10月3日（金）- 11月9日（日） 38日間
- 会場 - 高松港周辺、直島、豊島、女木島、男木島、小豆島、大島、犬島、宇野港周辺（以上全会期）、瀬戸大橋エリア（春のみ）、志度・津田エリア（夏のみ）、引田エリア（夏のみ）、本島（秋のみ）、高見島（秋のみ）、粟島（秋のみ）、伊吹島（秋のみ）、宇多津エリア（秋のみ）
- 今回から新たに香川県沿岸部の3エリアと瀬居島が追加された。これに伴い沙弥島と瀬居島を同じエリアとし、瀬戸大橋エリアとなった。直島の「直島新美術館」も会場となるが、5月31日オープンのため春会期では公開されない。

## 交通
瀬戸内国際芸術祭の開始を契機に、会場となった各島内の交通アクセス手段として、豊島シャトルバス（豊島）、小豆島オリーブバス「瀬戸内国際芸術祭線」（小豆島）などのシャトルバスが運行開始された。